# 3508 Пастернак
3508 Пастернак (енгл. 3508 Pasternak) је астероид главног астероидног појаса чија средња удаљеност од Сунца износи 2,757 астрономских јединица (АЈ).
Апсолутна магнитуда астероида је 12,5.